# Сесіль Костадінова
Сесіл Костадінова — болгарська поетеса та письменниця — фантастка.

## Життєпис
Народилася в Софії. Закінчила 91 німецькомовну школу «Проф. Костянтин Галабов» та Технічний університет (Софія) зі ступенем магістра телекомунікацій. Після закінчення навчання понад 15 років вона працював системною адміністраторкою, ІТ-фахівчинею та ІТ-менеджеркою у болгарських філіях міжнародних компаній. У період 2006—2011 років брала участь у європейських (фінансованих ЄС) проєктах як експертка з інформаційних та комунікаційних технологій (ІКТ).
Свої перші фантастичні оповідання вона написала ще в старших класах, але в цей період її основною стихією була поезія: віршовані шаржі, сатира і, звичайно, ліричні вірші. Згодом з'явилися поетичні гумористичні цикли й пародійна п'єса у віршах, а за ними — уже в роботі — й гумористичний бюлетень «Вільний плебс». Є чимало імпровізованих видань його творів, призначених для друзів і колег, але лише у 2010 році вона зважилася і видала свою першу книжку: збірку віршів «Осіннє серце». Водночас він повертається до свого старого гобі — фантастики. Так народилися два фентезійні романи: «Кам'яна крихта» (2012) та «Мандрівна зірка» (2018).
У 2017 році приєднується до клубу «Истории от някога». Цей рік був успішним у творчому плані: у березні вона отримала премію за гумористичні поезії, а через місяць посіла перше місце на конкурсі науково-фантастичного оповідання імені Агопа Мелконяна.

## Нагороди та визнання
- 2017 рік — Перша премія конкурсу короткого нехудожнього оповідання імені Агопа Мелконяна за оповідання «Гостинність»[2]
- 2017 рік — Приз у конкурсі гумористичної поезії «Вітряні історії» за вірш «Болгарська мрія»
- 2018 рік — Перша премія в онлайн-конкурсі «Чарівна казка» за віршовану «Казку про лісового коханця» (під псевдонімом Інге Нера)
- 2018 — Премія конкурсу «13 чорних котів: Кіт, з яким я живу» за повість «Графиня і я»
- 2019 рік — Приз у ІІІ конкурсі казок за казку «Гостя».

### Участь у спільних виданнях
- 2017 — «Альманах нової болгарської літератури — гумор і сатира 2017»[3] (поема: «Болгарська мрія»)
- 2018 — «Альманах нової болгарської літератури — гумор і сатира 2018» (вірші: «Болгари всіх часів», «Терапія», «Серпнева спека»)
- 2018 — «Альманах 13 чорних котів 2018» (оповідання: «Графиня і я»)
- 2019 — «Альманах дитячих оповідань 2019» (казка: «Гість»)